# 斯涅戈沃伊火山
斯涅戈沃伊火山是俄羅斯的火山，位於堪察加半島北部，屬於中部山脈的一部分，海拔高度2,169米，山體在更新世形成，最近一次火山噴發在全新世發生。